# Јон Роата (Јаломица)
Јон Роата (рум. Ion Roată) насеље је у Румунији у округу Јаломица у општини Јон Роата. Oпштина се налази на надморској висини од 48 m.

## Становништво
Према подацима из 2002. године у насељу је живело 3726 становника, од којих су сви румунске националности.

### Хронологија
| Година       | 1992 | 1993 | 1994 | 1995 | 1996 | 1997 | 1998 | 1999 | 2000 | 2001 | 2002 | 2003 | 2004 | 2005 | 2006 | 2007 | 2008 | 2009 | 2010 | 2011 | 2012 | 2013 | 2014 | 2015 | 2016 | 2017 |
| ------------ | ---- | ---- | ---- | ---- | ---- | ---- | ---- | ---- | ---- | ---- | ---- | ---- | ---- | ---- | ---- | ---- | ---- | ---- | ---- | ---- | ---- | ---- | ---- | ---- | ---- | ---- |
| Становништво | 3848 | 3825 | 3858 | 3860 | 3864 | 3845 | 3843 | 3848 | 3867 | 3870 | 3863 | 3876 | 3852 | 3843 | 3813 | 3807 | 3799 | 3800 | 3796 | 3821 | 3813 | 3783 | 3793 | 3763 | 3734 | 3694 |